# トルライフ・シェルデルプ
トルライフ・シェルデルプ（Thorleif Schjelderup、1920年1月20日 - 2006年5月28日）はノルウェーの元スキージャンプ選手。1940年代から1950年代にかけて活躍した。

## プロフィール
トルライフ・シェルデルプは有名な登山家フェルディナンド・シェルデルプ（w:en:Ferdinand Schjelderup）妻マリー・リー・フォーク（Marie Leigh Vogt）の息子としてアーケル（Aker）で生まれた。
1940年に女優のソーセン・クローグ（Sossen Krohg）と結婚、2人の息子をもうけたが1944年に離婚した。
1947年のノルウェー選手権では2位、1948年の同選手権では3位となった。1948年のサンモリッツオリンピックでペッテル・フークステット、ビルゲル・ルートに次いで銅メダルを獲得。同年アメリカのソプラノ歌手アン・ブラウン（w:en:Anne Brown）と再婚した。
シェルデリュプはプラニツァ（スロベニア）でノルウェー人として初めて100メートルジャンプを記録した。
現役を引退した後1957年から1962年までノルウェーナショナルチームのコーチを務めた。また、1952年に自身初のエッセイを出版し、以後2006年に亡くなるまでノルウェーの自然、スポーツなどに関する書籍を多く著した。